# Меццана-Мортільєнго
Меццана-Мортільєнго, Меццана-Мортільєнґо (італ. Mezzana Mortigliengo, п'єм. Mzan-a Mortiengh) — муніципалітет в Італії, у регіоні П'ємонт,  провінція Б'єлла.
Меццана-Мортільєнго розташована на відстані близько 560 км на північний захід від Рима, 70 км на північ від Турина, 11 км на північ від Б'єлли.
Населення — 540 осіб (2014).

## Демографія
Населення за роками:

Станом на 1 січня 2023 року в муніципалітеті офіційно проживало 20 іноземців з 13 країн, серед них 10 громадян країн Євросоюзу та 1 громадянин України.

## Сусідні муніципалітети
- Казапінта
- Курино
- Сопрана
- Строна
- Триверо